# Güneri
Güneri ist ein Ortsteil (Mahalle) im Landkreis Kozan der türkischen Provinz Adana mit 2.091 Einwohnern (Stand: Ende 2024). Im Jahr 2011 zählte Güneri 1.700 Einwohner.